# Mongiana
Mongiana là một đô thị ở tỉnh Vibo Valentia trong vùng Calabria, có cự ly khoảng 50 km về phía tây namcủa Catanzaro và khoảng 25 km về phía đông nam của Vibo Valentia. Tại thời điểm ngày 31 tháng 12 năm 2004, đô thị này có dân số 887 người và diện tích là 20,7 km².
Đô thị Mongiana có các frazione (đơn vị trực thuộc) Santa Maria.
Mongiana giáp các đô thị: Arena, Fabrizia, Nardodipace, Serra San Bruno, Stilo.

## Sister projects
Tư liệu liên quan tới Mongiana tại Wikimedia Commons